# Laurent Guillaume
Pour les articles homonymes, voir Guillaume.
Ne doit pas être confondu avec Laurent Grandguillaume ou Laurent Petitguillaume.
Œuvres principales
- Série Mako

Laurent Guillaume, né le 11 mai 1967 à Mont-Saint-Martin en Meurthe-et-Moselle, est un écrivain français, auteur de romans policiers.

## Biographie
Laurent Guillaume est né le 11 mai 1967 à Mont-Saint-Martin en Meurthe-et-Moselle.[réf. nécessaire]
Il a co-scénarisé avec Olivier Marchal et Christophe Gavat le téléfilm de France2 Borderline adapté du livre 96 heures un commissaire en garde à vue de Christophe Gavat.
Il a créé et scénarisé avec Olivier Marchal la série Section Zéro pour Canal plus. Il a co-écrit les épisodes 3 et 4 de la série Les Espions de la terreur.

## Œuvres

### SérieMako
1. Mako, Les Nouveaux Auteurs, 2009  (ISBN 978-2-917144-40-4)Réédition, Le Livre de poche, coll. « Policier / Thriller » no 31725, 2010 (ISBN 978-2-253-12859-5)
2. Le Roi des crânes, Les Nouveaux Auteurs, 2010  (ISBN 978-2-917144-55-8)Réédition sous le titre Les Eaux troubles, Le Livre de poche, coll. « Policier / Thriller » no 32436, 2012 (ISBN 978-2-253-16256-8)
3. Delta Charlie Delta, Denoël, coll. « Sueurs froides », 2015  (ISBN 978-2-207-11791-0)Réédition, Gallimard, coll. « Folio policier », no 611, 2016 (ISBN 978-2-07-046713-6)

### Romans indépendants
- La Louve de Subure, Les Nouveaux Auteurs, 2011  (ISBN 978-2-8195-0093-3)
- Doux comme la mort, La Manufacture de livres, 2012  (ISBN 978-2-35887-027-6)Réédition, Pocket coll. « Thriller » no 16006, 2015 (ISBN 978-2-266-25054-2)
- Black Cocaïne, Denoël, coll. « Sueurs froides », 2013  (ISBN 978-2-207-11492-6)Réédition, Gallimard, coll. « Folio policier », no 759, 2015 (ISBN 978-2-07-045877-6)
- Bronx : La Petite Morgue, French Pulp, 2017  (ISBN 979-1-025-1-0243-5))
- Là où vivent les loups, Denoël, coll. « Sueurs froides », 2018  (ISBN 978-2-207-13222-7)Réédition, Gallimard, coll. « Folio policier », no 935, 2021 (ISBN 978-2-07-284073-9)
- Africa Connection : La Criminalité organisée en Afrique, La Manufacture de livres, 2019  (ISBN 978-23-588-7493-9)
- Un coin de ciel brûlait, Michel Lafon, 2021  (ISBN 978-2-7499-4709-9)Réédition, Gallimard, coll. « Folio policier », no 965, 2022 (ISBN 978-2-07-296517-3)
- Saïgon, (tome 1 de la trilogie Les Dames de guerre) Éditions Robert Laffont, 2024.

## Distinctions
Laurent Guillaume a obtenu le Coup de cœur du président du jury Frédéric Beigbeder, pour Mako, lors du grand prix VSD du polar 2009 et le grand prix du cercle Caron 2010. Il est également lauréat du Prix des lecteurs 2015 de Sang d'encre (festival), lauréat du prix du bureau des lecteurs Folio/RTL 2022, lauréat du Prix Bête Noire des libraires 2024, lauréat du grand prix Sang d'encre 2024 de la ville de Vienne et lauréat 2025 du prix de la Gâchette d'or.